# Lac McKenzie
Lac McKenzie är en sjö i Kanada.   Den ligger i regionen Estrie och provinsen Québec, i den sydöstra delen av landet, 400 km öster om huvudstaden Ottawa. Lac McKenzie ligger 442 meter över havet.
I omgivningarna runt Lac McKenzie växer i huvudsak blandskog. Runt Lac McKenzie är det glesbefolkat, med 9 invånare per kvadratkilometer.